# 吳玉山

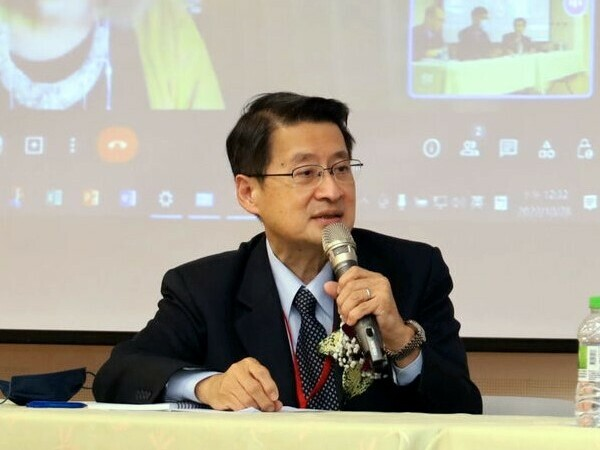
吳玉山院士

吳玉山（1958年1月16日—），臺灣政治學學者、中央研究院院士，現任中央研究院政治學研究所特聘研究員、國立臺灣大學政治學系合聘教授、國立政治大學東亞研究所、國立清華大學臺北政經學院與國立中央大學法律與政府研究所講座教授。曾任中央研究院政治學研究所籌備處主任與第一任所長、中國政治學會理事長。專長為俄羅斯、東歐政治變遷研究、中國大陸研究、比較社會主義政經轉型、族群政治、國際關係理論及兩岸關係。

## 生平

### 家庭背景
籍貫湖南省寧鄉縣，其父為中國國民黨政府高層、政大東亞所首任所長吳俊才。

### 求學
吳玉山畢業於臺北市立建國高級中學、國立台灣大學政治學系學士、國立政治大學東亞研究所碩士，美國加州柏克萊大學政治學博士，1992年獲美國政治學會政策研究最佳博士論文獎。

### 研究
返國後分別於母校台大與政大任教，2002起擔任中央研究院政治學研究所籌備處主任，2012年8月1日中研院政治學研究所成立後擔任第一任所長。2016年獲選為中央研究院人文及社會科學組院士。目前為中央研究院政治學研究所特聘研究員及國立台灣大學政治學系合聘教授，是台灣卓有聲望的中生代政治學者之一。

### 教学
長年於台大政治系碩士班開設「兩岸關係研究途徑專題」、「社會主義經改比較研究專題」與「社會主義國家政治變遷與新興民主國家憲政體制專題」等課程，大學部則有「政治社會學」、「中國大陸研究通論」等頗受好評的課程，數度獲選為優良教師。

## 学术研究

### 专著
1. 《Comparative Economic Transformations: Mainland China, Hungary, the Soviet Union, and Taiwan》
2. 《共產世界的變遷》
3. 《遠離社會主義》
4. 《抗衡或扈從：兩岸關係新詮》
5. 《俄羅斯轉型，1992-1999：一個政治經濟學的分析》

### 论文
另在《World Politics》、《Asian Survey》等國內外著名期刊發表論文五十餘篇，

### 荣誉
數次榮獲行政院國家科學委員會傑出研究獎，堪稱是一個教學與研究皆表現優異的學者。
吳玉山於2016年榮膺中央研究院院士。
1. ↑  吳玉山.  (PDF). 中央研究院政治學研究所. 2023-08-02  [2023-12-07]. （原始内容存档 (PDF)于2023-12-07）.